# Zornia prostrata
Zornia prostrata är en ärtväxtart. Zornia prostrata ingår i släktet Zornia och familjen ärtväxter.

## Underarter
Arten delas in i följande underarter:
- Z. p. macrantha
- Z. p. prostrata